# خبت الدوح (جازان)
قرية خبت الدوح، إحدى قرى منطقة جازان وهي قرية سكنية تابعة لبلدية محافظة صامطة جنوب غرب المملكة العربية السعودية، تبعد أكثر من 50 كم باتجاه الجنوب من مدينة صامطة.

## الموقع
تقع قرية خبت الدوح جنوب غرب المملكة قرب الحدود اليمنية السعودية وهي قرية مترامية الأطراف، تبعد عن الحدود حوالي 12 كم من الجهة الجنوبية، كما تبعد حوالي 85 كيلومترا بالاتجاه الجنوبي الشرقي من مدينة جازان، وهي تقع عند خط طول 42 درجة وخط العرض 16 درجة، كما وتبعد حوالي 6 كيلو متر أيضاً عن مركزها قرية المواسم التي تقع جنوب القرية.

## انظر ايضاً
- كتف الحدباء
- مدربش
- الكعاشيم

## وصلات خارجية
- بيانات المجلس البلدي من الأمانة العامة لشؤون المجالس البلدية.
- حصر الخدمات بالمدن والقرى بمنطقة جازان. نسخة محفوظة 25 يناير 2020 على موقع واي باك مشين.
- دليل الخدمات بمنطقة جازان.
- مصلحة الإحصاءات العامة والمعلومات.